# Ruisseau de Bouron
Pour les articles homonymes, voir Bouron (homonymie).
Le ruisseau de Bouron est une rivière française qui coule dans le département de la Gironde. C'est un affluent de la Leyre. 

## Géographie
De 13,2 km de longueur, le ruisseau de Bouron prend sa source dans les Landes de Gascogne, commune d'Hostens sous le nom de ruisseau de la Hountasse (« ruisseau de la mauvaise fontaine ») et se jette en rive droite dans l'Eyre à Belin-Béliet, dans le département de la Gironde.

## Principaux affluents
- Ruisseau de Quartier : 4 km
- Craste de Porte-Ménil : 5.1 km
- Craste de la Régasse : 7.8 km

## Communes traversées
- Gironde : Belin-Béliet, Hostens.